# Poległy astronauta
Poległy astronauta (z ang. Fallen Astronaut) – miniaturowa rzeźba wykonana z aluminium, przedstawiająca astronautę w kombinezonie kosmicznym, mająca na celu upamiętnienie zmarłych astronautów i kosmonautów, jedyne ziemskie dzieło sztuki znajdujące się na innym ciele niebieskim.
Rzeźbę na życzenie astronauty Davida Scotta – dowódcy misji Apollo 15 wykonał w 1971 roku belgijski artysta Paul Van Hoeydonck (w obawie przed komercjalizacją kosmosu nazwiska artysty nie podano opinii publicznej). Podczas tej misji – 1 sierpnia 1971 roku – astronauci umieścili figurkę na powierzchni Księżyca w rejonie Mons Hadley.

## Tablica
Wraz z figurką na Księżycu umieszczono również tabliczkę z nazwiskami 14 astronautów (8 z USA i 6 ze Związku Radzieckiego), którzy zmarli przed rozpoczęciem misji Apollo 15:
- Theodore Freeman (31 października 1964, zginął w katastrofie samolotu T-38)
- Charles Bassett (28 lutego 1966, zginął w katastrofie samolotu T-38)
- Elliott See (28 lutego 1966, zginął w katastrofie samolotu T-38)
- Gus Grissom (27 stycznia 1967, zginął w pożarze statku Apollo 1)
- Roger Chaffee (27 stycznia 1967, zginął w pożarze statku Apollo 1)
- Edward Higgins White (27 stycznia 1967, zginął w pożarze statku Apollo 1)
- Władimir Komarow (24 kwietnia 1967, zginął w katastrofie misji Sojuz 1)
- Edward Givens (6 czerwca 1967, zginął w wypadku samochodowym)
- Clifton Williams (5 października 1967, zginął w katastrofie samolotu T-38)
- Jurij Gagarin (27 marca 1968, zginął w katastrofie samolotu MiG-15UTI)
- Paweł Bielajew (10 stycznia 1970, zmarł wskutek zapalenia otrzewnej)
- Gieorgij Dobrowolski (29 czerwca 1971, zginął wskutek dekompresji na statku Sojuz 11)
- Wiktor Pacajew (29 czerwca 1971, zginął wskutek dekompresji na statku Sojuz 11)
- Władisław Wołkow (29 czerwca 1971, zginął wskutek dekompresji na statku Sojuz 11)

Dowódca misji Apollo 15 wyraził ubolewanie, że wśród kosmonautów wymienionych na tabliczce pamiątkowej nie znaleźli się Grigorij Nielubow (18 lutego 1966, zginął pod kołami pociągu) i Wałentyn Bondarenko (23 marca 1961, zmarł wskutek oparzeń jakich doznał podczas pożaru w symulatorze). Sam później przyznał, iż był to wynik zatajenia informacji o śmierci kosmonautów przez władze ZSRR.

## Replika
Replika figurki od 1972 roku znajduje się w National Air and Space Museum w Waszyngtonie.